# Options Clearing Corporation
Die Options Clearing Corporation (OCC) ist ein US-amerikanisches Clearinghaus mit Sitz in Chicago. Das Unternehmen ist auf das Clearing von Aktienderivaten spezialisiert und bietet Clearing- und Abwicklungsdienste für zentrale Gegenparteien (CCP) für 16 Börsen. Sie wurde von Wayne Luthringshausen ins Leben gerufen und von Michael Cahill weitergeführt. Zu ihren Instrumenten gehören Optionen, Finanz- und Warentermingeschäfte, Wertpapiertermingeschäfte und Wertpapierleihgeschäfte.
Sie ist Teil der World Federation of Exchanges.

## Geschichte
Die Options Clearing Corporation (OCC) wurde 1973 zunächst als Clearinghaus für fünf börsennotierte Märkte für Aktienoptionen gegründet. Vor ihrer Gründung verfügte die Chicago Board Options Exchange aufgrund der großen Unterstützung der SEC über eine eigene Clearingstelle, die CBOE Clearing Corporation.
Das Clearing-Volumen war seit seiner Einführung dramatisch gestiegen, was auf die zunehmende Nutzung von Aktienoptionen zurückzuführen ist. Im Oktober 2000 beispielsweise meldete die Clearingstelle einen monatlichen Clearing-Volumenrekord von 75,3 Millionen Kontrakten. Im August 2011 meldete OCC ein Rekordvolumen von 550 Millionen Verträgen pro Monat.
Im Februar 2023 erließ die Commodity Futures Trading Commission eine Anordnung gegen OCC. In der Anordnung wurde festgestellt, dass OCC keine Richtlinien und Verfahren zum Risikomanagement im Zusammenhang mit den automatisierten Systemen des Unternehmens festgelegt und umgesetzt hat. Der Beschluss sah eine Strafe in Höhe von 5 Millionen US-Dollar für die Verstöße vor, zu deren Erfüllung sich das OCC bereit erklärte.